# Cadooz

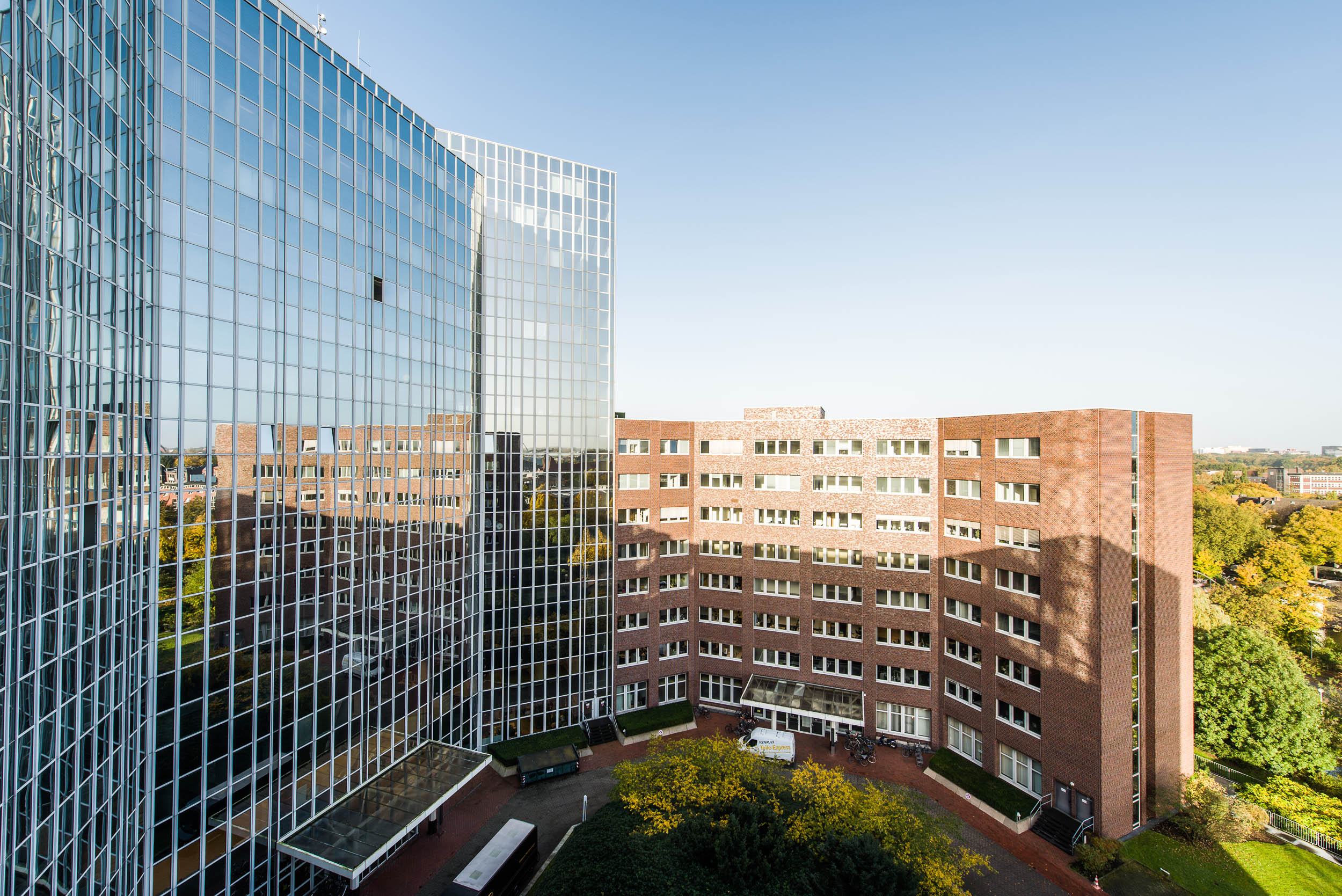
Cadooz ist im Bürogebäude AlsterCity in Hamburg-Barmbek-Süd Mieter

Die Cadooz GmbH (Eigenschreibweise cadooz) ist ein deutsches Unternehmen mit Standorten in Hamburg (Hauptsitz) und München. Es bietet Unternehmen Dienstleistungen für Mitarbeiter-Gutscheine und Sachbezug an. Das Unternehmen gehört zum Zahlungsnetzwerk Euronet Worldwide und arbeitet mit dessen Schwesterfirma Epay zusammen. Der Name Cadooz setzt sich aus dem französischen Wort cadeau [kado] für Geschenk und dem arabischen [floos] für Geld zusammen.

## Geschichte
Im Jahr 2000 wurde die Cadooz GmbH von Kai Greese, Thore Sauerland und Michael Seydel in Hamburg gegründet. Von 2006 bis 2011 war Palamon Capital Partners, L.P. Hauptgesellschafter von Cadooz. Im September 2011 kaufte die im NASDAQ börsennotierte Euronet die Cadooz GmbH und ist seither Alleingesellschafter. Anfang 2010 waren am Hauptsitz Hamburg über 60 Mitarbeiter beschäftigt. Etwa 3000 Unternehmen zählten zu den Kunden von Cadooz. Seit Anfang 2011 betreut Cadooz das Sachprämiengeschäft von Payback.